# Výdechová fontána

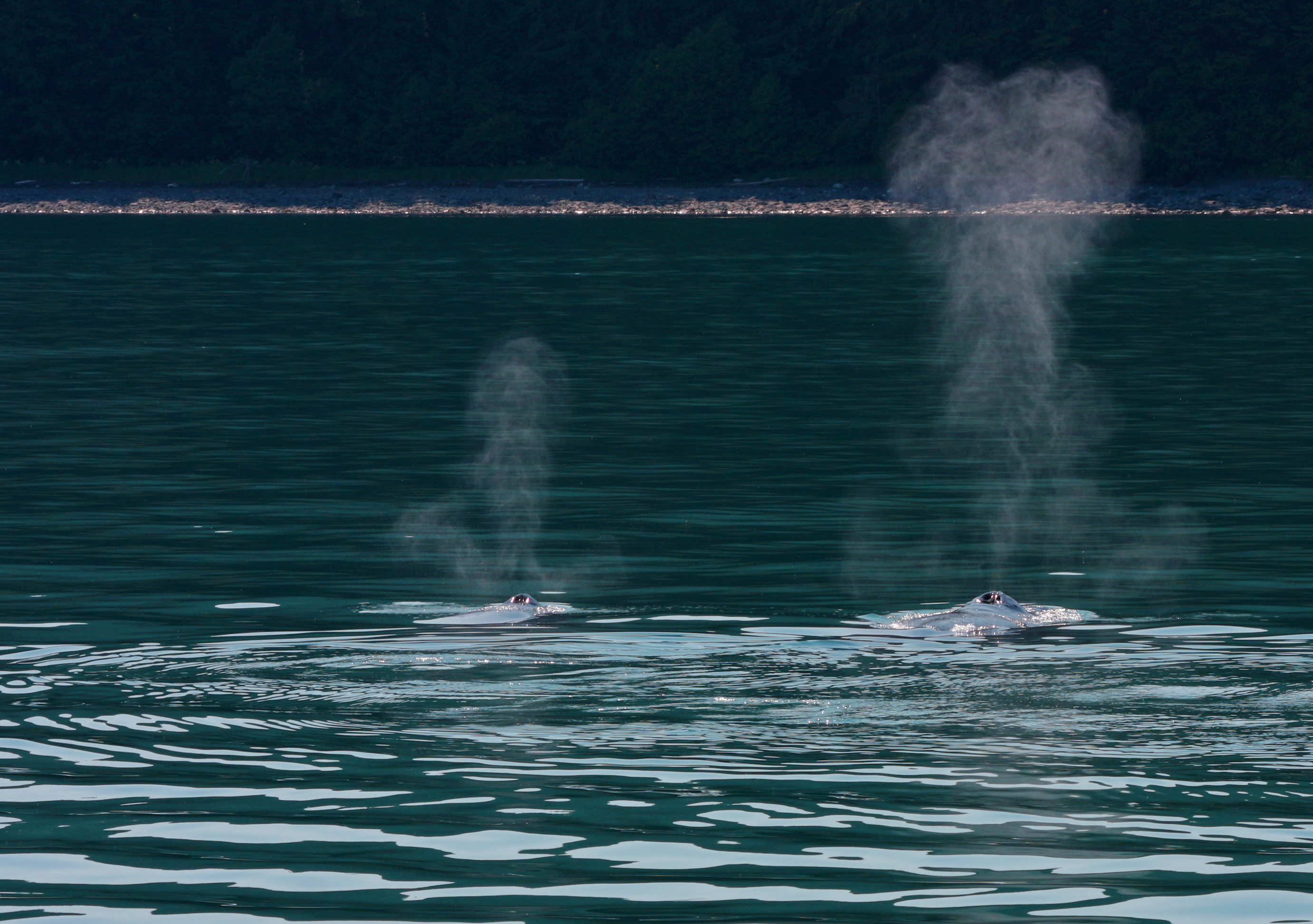
Srovnání výše výdechových fontán u mláděte keporkaka (vlevo) a jeho matky

Výdechová fontána je směs vodní páry, výdechových plynů a olejové pěny (hlenu), které jsou vypouštěny kytovci z jejich nozder při vynoření na hladině. Vodní pára vzniká kondenzací vlhkosti přirozeně se vyskytující ve vzduchu. Novější výzkum ukazuje, že přinejmenším u některých velkých kytovců výdechová fontána zahrnuje i mořskou vodu.
Nozdry jsou u kytovců umístěny na vrcholu hlavy, kam se během evoluce dostaly postupným přesunem z přední části hlavy, jak se prapředci moderních kytovců začali přizpůsobovat životu ve vodě. Umístění nozder na vrcholu hlavy kytovcům umožňuje šetřit s energií, která by jinak byla potřebná pro natáčení přední části hlavy s nozdrami nad vodní hladinu. Zatímco ozubení mají jen jednu nozdru, kosticovci mají zdvojené nozdry. Výška a tvar výdechové fontány jsou důležitým znakem při rozeznávání kytovců v terénu a zkušený pozorovatel dokáže rozlišit druh velkého kytovce pouze pomocí výdechové fontány.
U menších druhů kytovců je fontána často jen velmi nízká a má tvar jednoduchého obláčku, který se objevuje na dobu kolem jedné sekundy a někdy se dokonce neobjevuje vůbec. To je způsobeno hlavně nízkým tlakem, který jejich relativně malé plíce dokáží vyvinout. Naproti tomu velké kosticové velryby nebo vorvaň dokáží chrlit několikametrové fontány po dobu několika sekund. Tak např. pro pravé velryby je charakteristická asi 3–4 m vysoká fontána ve tvaru písmene V, která vzniká vypouštěním par z každé nozdry v mírně zešikmeném směru. Fontána plejtváků směřuje šikmo vzhůru, přičemž u plejtváka obrovského a myšoka může fontána dosahovat výše až 8 m. Unikátní fontánu má vorvaň, jehož nozdra je umístěna v přední části hlavy na levé straně, takže fontána směřuje doleva v úhlu 45–60° a je natočena jemně dopředu. Zatímco u samic vorvaňů dosahuje výše 3 m, u samců může být až 7,5 m vysoká.
Laboratorní analýza páry a vzorků hlenu vypouštěných z výdechové fontány mohou poskytnou důležité informace o zdraví jedince, jelikož kytovci bývají často postiženi různými nemocemi dýchacích cest. K nejnovějším metodám, jak tyto vzorky sbírat, patří využití dronů.

Galerie nozder a výdechových fontán
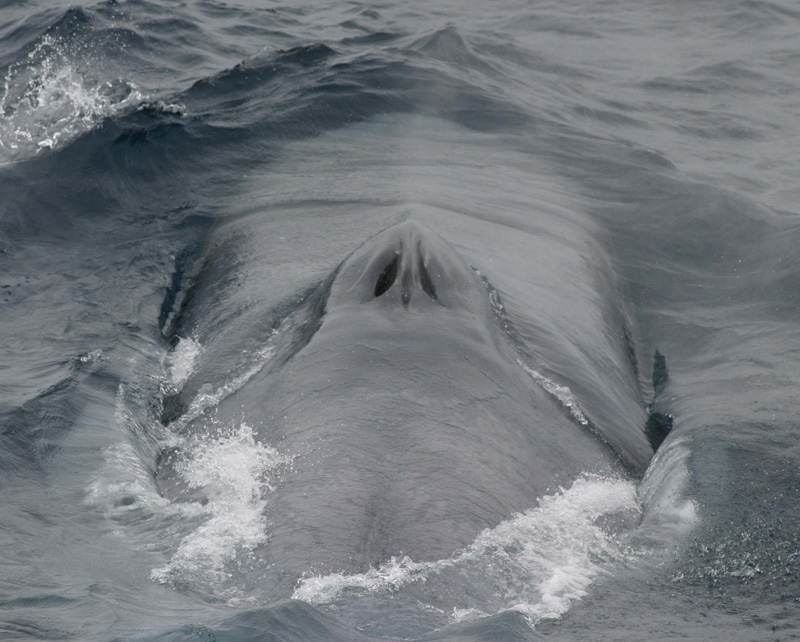
Kosticovci mají zdvojené nozdry (na fotografii plejtvák obrovský)
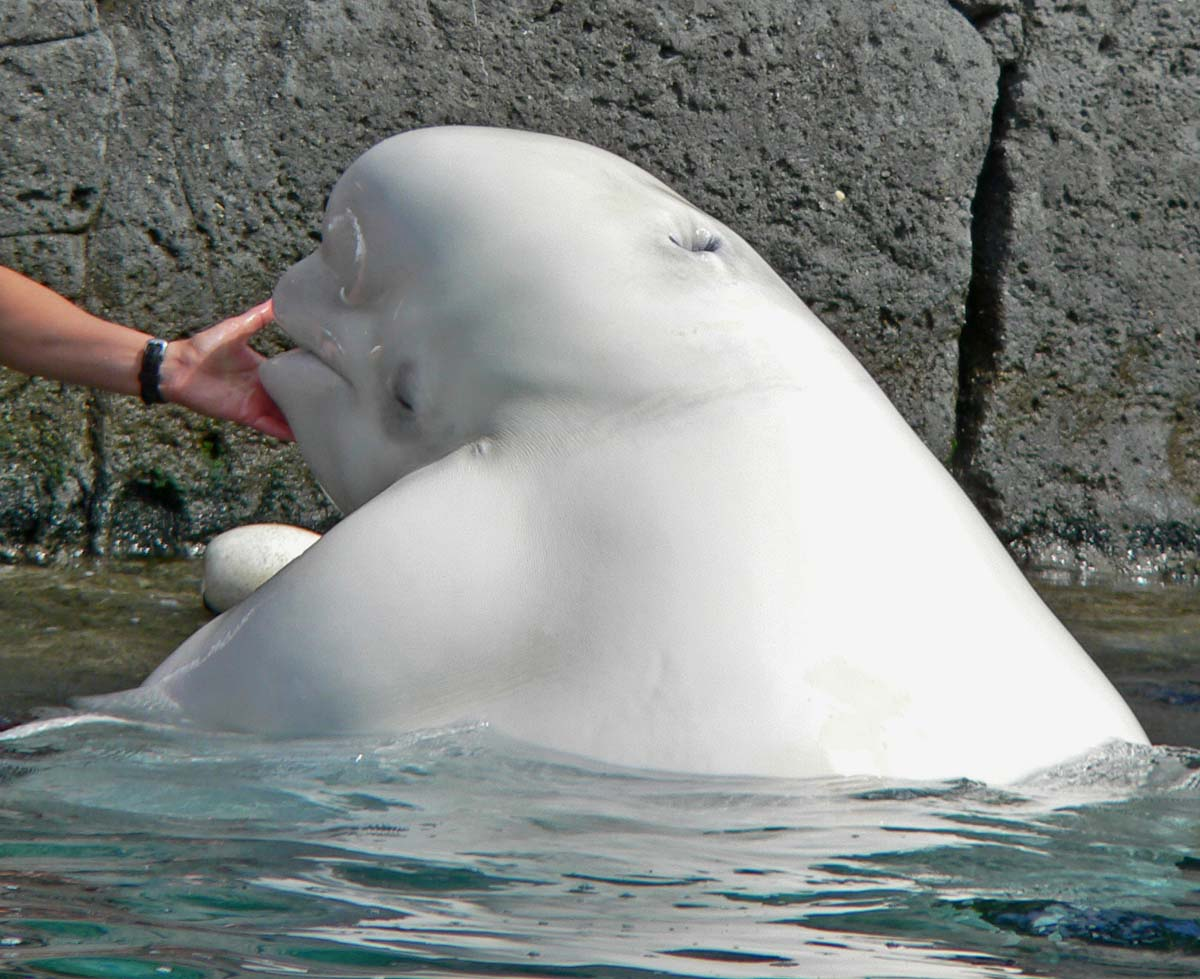
Ozubení mají jednu nozdru (na fotografii běluha)
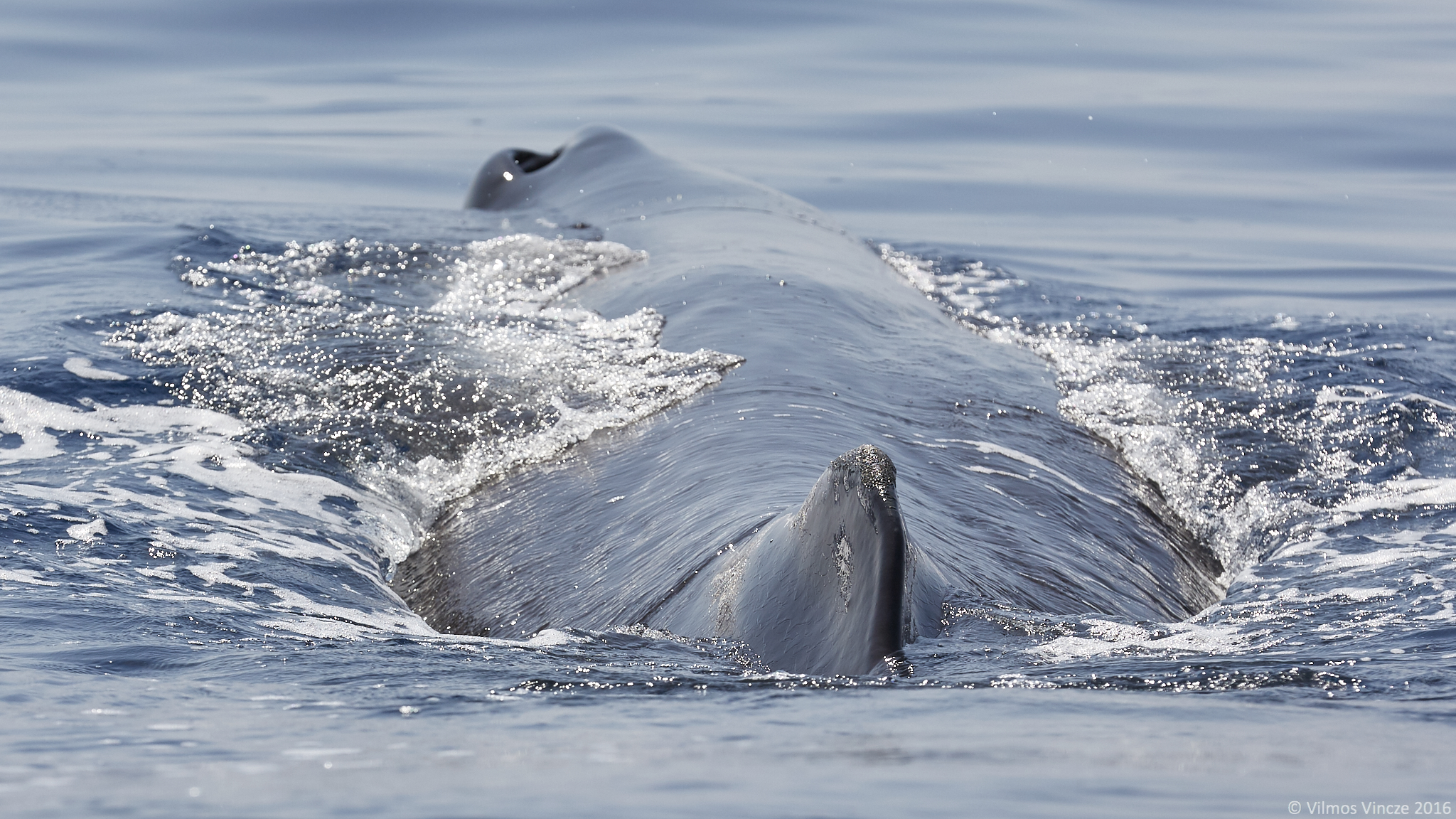
Nozdra vorvaně umístěná v levé části hlavy
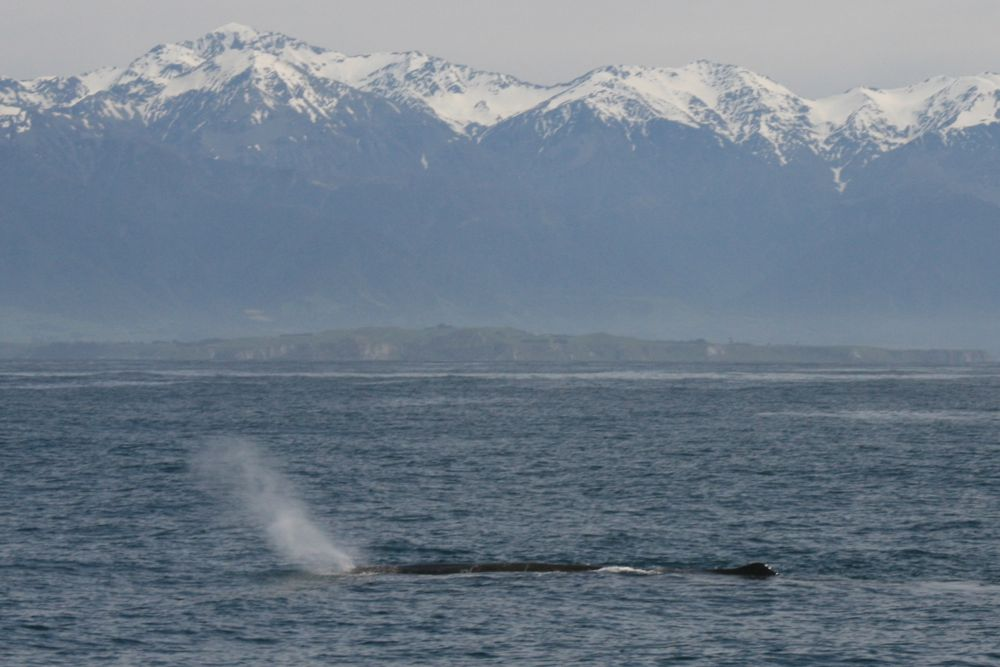
Výdechová fontána vorvaně směřující dopředu a doleva
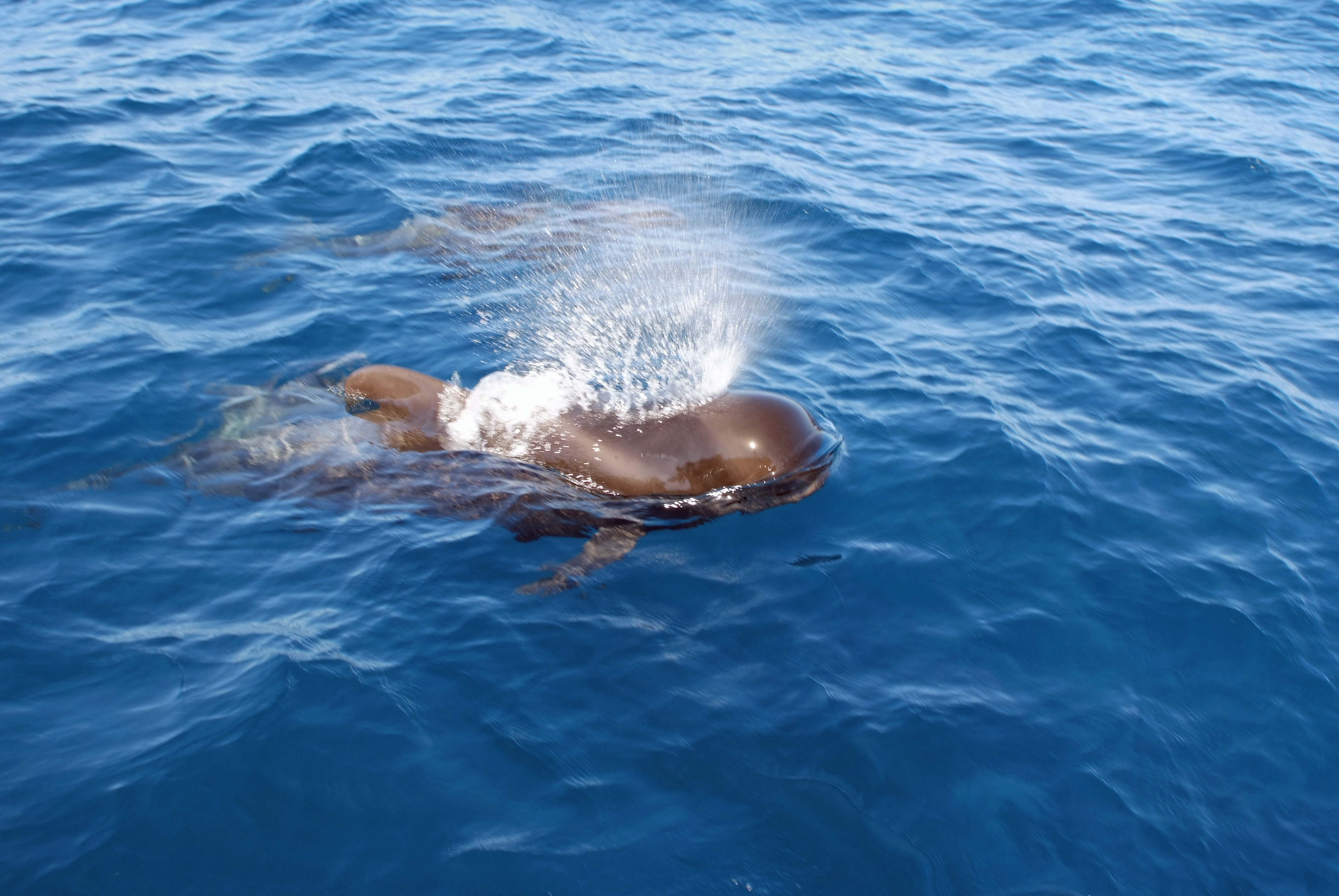
Výdechová fontána kulohlavce Sieboldova